# Salar de Pastos Grandes
Salar de Pastos Grandes är en saltslätt i Argentina.   Den ligger i provinsen Salta, i den norra delen av landet, 1 400 km nordväst om huvudstaden Buenos Aires.